# القنب الهندي في رومانيا

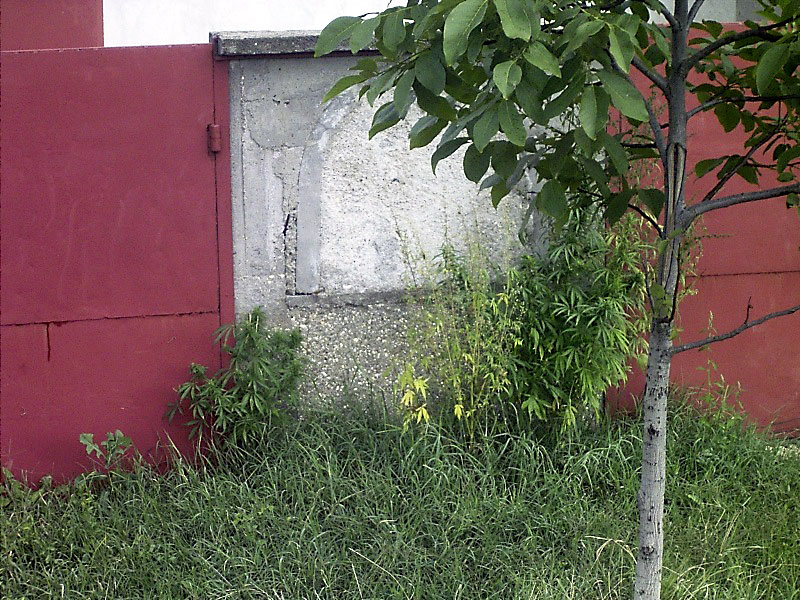
القنب في رومانيا 2004

القنب الهندي في رومانيا غير قانوني للاستخدام الترفيهي ولا يُسمح به إلا بشكل محدود للاستخدام الطبي.
تم العثور على بعض من أقدم الأدلة على الاستخدام البشري للقنب في رومانيا, بما في ذلك المواقع الأثرية في Frumușica و Gurbănești .

## المنع
في عام 1928، وضعت رومانيا قوانين لمكافحة المخدرات, بما في ذلك القنب الهندي ومستحضراته.

## القنب الطبي
صدر في عام 2013 قانون يتيح استخدام القنب الطبي بشكل محدود في رومانيا، وذلك فقط في حال كانت المشتقات تحتوي على نسبة منخفضة جداً من مادة THC (أقل من 0.2%). ورغم هذا القانون، لا يُسمح للأطباء داخل رومانيا بوصف القنب الطبي بأي شكل من الأشكال. لكن الحكومة الرومانية أوضحت أن استخدام القنب، مهما كانت قوته، مسموح فقط إذا تم وصفه من قبل أطباء داخل الاتحاد الأوروبي.